# Xylota flavipes
Xylota flavipes är en tvåvingeart som först beskrevs av Sack 1927.  Xylota flavipes ingår i släktet vedblomflugor, och familjen blomflugor.
Artens utbredningsområde är Taiwan. Inga underarter finns listade i Catalogue of Life.